# Саву (народ)

Мапа розташування островів Саву.

Са́ву (сабу, гаву, індонез. Suku Sabu, самоназва доу-гаву, зустрічаються варіанти написання Sawu, Sabu, Savu, Hawu) — народ в Індонезії, на островах Саву, що входять до числа Малих Зондських островів.
Свої острови саву називають Раї-Гаву, тобто земля Гаву, міфічного пращура всіх жителів Саву на ім'я Гаву-Ґа. Для них рідні острови — це жива істота, що лежить головою на захід, а хвостом — на схід.

## Розселення

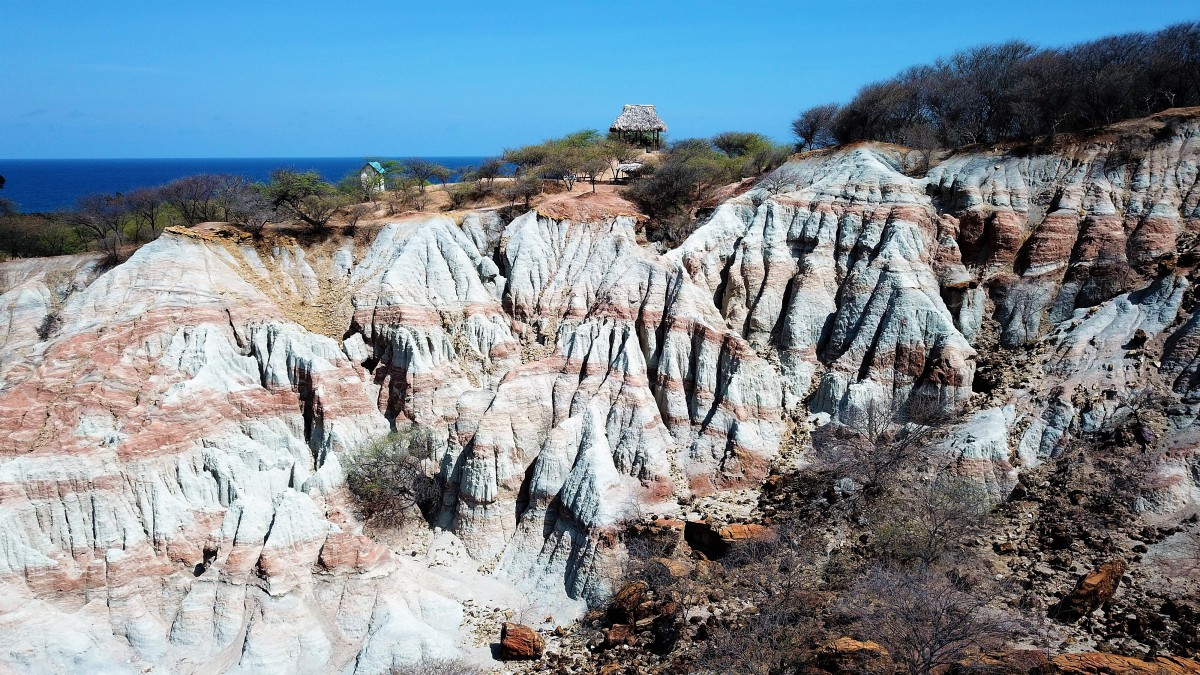
Характерний пейзаж острова Саву.

Острови Саву розташовані між островами Сумба на заході та Тимор на сході. Більшість саву живе на головному острові архіпелагу, що також називається Саву (індонез. Pulau Sabu), решта на сусідньому невеличкому острові Райджуа (індонез. Pulau Raijua), в районах Вайнґапу та Мелоло на узбережжі острова Сумба та в місті Купанг на острові Тимор.
Острови Саву є частиною провінції Східна Нуса-Тенґара, утворюючи в її складі окремий округ Сабу-Райджуа (індонез. Kabupaten Sabu Raijua).
Майже весь архіпелаг займають вапнякові пагорби або бідні червоні ґрунти, виняток становлять лише кілька вузьких рівнин на північному узбережжі острова Саву. Острови Саву щороку страждають через тривалий сухий сезон, який продовжується з березня по листопад. Сезон дощів триває в середньому лише 35 днів (грудень-лютий) з відносно невеликою кількістю опадів.
Саву мають високий рівень мобільності. Через суворі природні умови островів багато людей кидає рідні землі, які не дають змоги отримувати достатні врожаї, щоб прогодувати своїх жителів. Здавна багато саву мігрували до східної Сумби, Купанга, Флореса та інших районів Східної Нуса-Тенгари, багато їх живе також на острові Ява, зокрема в Сурабаї та Джакарті. Серед них є як постійні, так і тимчасові мігранти, останні з часом повертаються додому.

## Чисельність
У межах провінції Східна Нуса-Тенґара саву в 2010 році налічували 172 916 осіб (3,70 % населення провінції). Офіційна статистика Індонезії зараховує їх до числа народів Східної Нуса-Тенґари. Разом 2010 року їх чисельність в межах провінції становила 3 793 242 особи, а по всій Індонезії — 4 184 923 особи.
За оцінкою 1997 року саву налічували 110 тис. осіб, з них близько 30 тис. осіб за межами островів Саву.

## Мова
Говорять мовою саву (гаву), що належать до сумба-флореської групи центрально-східної гілки малайсько-полінезійських мов і поділяється на 5 територіальних діалектів: себа (геба), тиму (диму), ліае, месара (мегара), райджуа. Поширена також індонезійська мова.

## Релігія
Віруючі саву — християни (протестанти), частина зберігає традиційні вірування. Масове навернення на християнство розпочалось лише в 1970-ті роки, до того всі саву сповідували народну релігію Джингі Тіу, яка лежить в основі соціальної організації народу. Оригінальна система вірувань у певній формі й досі продовжує жити й серед християн саву.
Формально Джингі Тіу вважається гілкою індуїзму, але це пов'язано з тим, що останній є однією з п'яти офіційно визнаних в Індонезії релігій.
Саву вірили, що все в цьому світі (небо, земля, море, люди, тварини, рослини) створив верховний бог Део-Ама («бог-батько»). Серед творінь Део-Ами був і Гаву-Ґа, який, як уважають, першим прибув на острів, а всі саву вважаються його нащадками.
Бог-творець далекий від повсякденних справ, він — найвища постать, сповнена таємниці. На рівень нижче за нього перебуває низка духів (део), які регулюють різні аспекти людського життя. Є духи, відповідальні за зміну сухого та вологого сезонів, духи, які забезпечують родючість землі та зростання рослин, духи, які захищають село, які захищають худобу і сприяють її розмноженню тощо.
Традиційна віра передбачає виконання протягом року багатьох релігійних церемоній, які проводять місцеві священники (жерці) рату-моне-піту. Ритуали Джингі Тіу покликані з'єднувати людей з їх предками, а через них звертатись до бога. Саву звертаються до них з проханням благополуччя, дощу, гарного врожаю, народження дітей, дитинчат тварин. При цьому читають священні тексти й залишають жертви на хатніх стовпах або на певних каменях.
Кожна з традиційних областей острова має (або мала в минулому) свою раду священиків традиційної релігії, яка називається моне-ама, а також власний ритуальний календар. Найважливішими вважаються церемонії очищення села (берсі-деса) та похорон (гаґа). Люди вірять, що після смерті душі померлих подорожують із фізичного світу в духовний. Протягом року проводять також низку церемоній, пов'язаних із господарською діяльністю.
Вважається, що певні захворювання виникають через втручання злих духів суангі або ванго. Вилікувати такі хвороби можуть лише шамани (моне-маларе).

## Історія

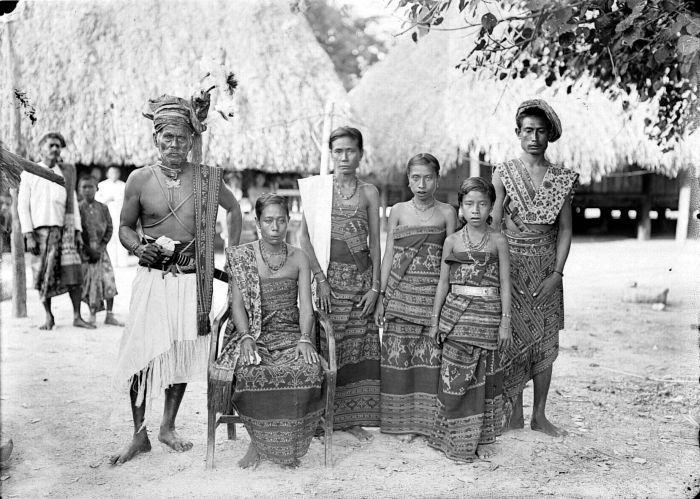
Група шляхетних саву (архівне фото)

У доколоніальні часи на Саву існувало принаймні шість незалежних князівства: Териву, Ліае, Диму, Менія, Себа і Месара. Особливість їхнього устрою полягала в тому, що князівства були побудовані на релігійних засадах. Першість серед них належала Териву, головному й найшанованішому релігійному центру острова. У XVI ст. Териву втратило політичну самостійність, але зберігало першість у релігійних справах. У XIX ст. Менія увійшла до складу Себа, лишилося 4 князівства.
Португальська та голландська колоніальна присутність майже оминула архіпелаг Саву. 1756 року Голландська Ост-Індійська компанія підписала офіційні угоди з правителями савуанських князівств, але присутність на острові голландців була мінімальною. Натомість місцеві жителі наймалися на службу в колоніальні війська. У XVIII—XIX ст. на базі військових гарнізонів виникають поселення саву на островах Тимор, Флорес і Сумба.
На початку XX ст. Себа отримала перевагу над рештою князівств, її правитель став називатися раджею, а правителі інших князівств стали його намісниками з титулом фетор.

## Господарство
Основними заняттями саву є землеробство, городництво, вирощування кокосової пальми та пальми лонтар (Borassus flabellifer). Лише незначне число людей займається торгівлею або працює як наймані працівники. Певну частину часу присвячують доглядові за худобою, рибальству та домашнім ремеслам.
Вирощують рис, сорго, кукурудзу, просо, маніок, бобові. Землеробство ведуть на богарних полях, але в окремих районах вирощують вологий рис. Залиті водою поля декілька разів розпушують, переганяючи ними буйволів.
Отримують досить великі врожаї цибулі та арахісу, виробництво цих культур має товарне значення, їх вивозять на базари Купанга, Флореса та інших островів. Іншим важливим продуктом є сік лонтарової пальми (ніра лонтар). Саву збирають його в сухий сезон, що триває з березня по листопад, а тоді переробляють на цукор, оцет та місцевий алкогольний напій лару. Лару є щоденним напоєм для саву, його дають навіть домашнім тваринам. Цукор продають за межі острова.
Тримають буйволів, коней, кіз, овець, свиней, свійську птицю, у тому числі бійцівських півнів. В традиції саву худоба виконує не економічну, а соціальну та релігійну функцію. Люди, які володіють великою кількістю худоби, стають шанованими в суспільстві. Худоба має важливе значення в контексті шлюбних церемоній, обрядів поховання, народження та деяких релігійних ритуалів.
Крім отримання солодкого соку, майже всі частини пальми використовуються для різних потреб. Пальмовим листям криють дахи, а ще з нього плетуть капелюхи, миски, відра, контейнери тощо. Стовбур використовують при будівництві хат. Розвинене ткацтво, виготовляють килимки з листя пандана. На узбережжі поширене рибальство. Рибу ловлять лише для власних потреб.
Саву відомі своєю працьовитістю. Крім того, вони мають пристойний рівень освіти та займають багато державних посад за межами свого регіону.

## Суспільство
Суспільство саву є білінійним. З одного боку, існують локалізовані патрилінійні роди (уду) та їхні лініджі (керого), з іншого, суспільство поділяється на дві матрилінійні половини (губі), які розпадаються на підгрупи (віні). Чоловік може взяти собі за дружину жінку, яка належить до того ж віні або хоча б губі, що і його мати. Тому саву багато уваги приділяють генеалогії людини. Рівень генеалогічних знань на Саву є досить унікальним й утворює основу соціальних і колективних спогадів та усної історії.
Нуклеарна сім'я, що складається з батька, матері та їхніх неодружених дітей, називається дора-аму. Її очолює батько. Нуклеарні сім'ї об'єднуються в обмежену розширену сім'ю каба-гатті, зазвичай це сім'я батьків та сім'ї їхніх дітей. Ця група родичів проводить спільні традиційні церемонії. Споріднені каба-гатті об'єднуються в керого.
Земля на Саву, як правило, належить роду (уду) або лініджу (керого).
Принаймні для частини жителів Саву традиційні інститути та традиційні лідери (део-рай) все ще відіграють важливу роль. Ще до недавнього часу, наприклад, у березні 1991 року, народ Саву все ще коронував своїх традиційних голів. Церемонія інавгурації проходить у три етапи або три дні. Її проведення дає людям надію, що родючість землі Саву буде збережена та принесе добробут і процвітання громаді.
Шлюб моногамний. Шлюбна угода передбачає виплату викупу за наречену стороною молодого. Подружжя живе в сім'ї чоловіка, але, якщо викуп не виплачений, має проживати в сім'ї дружини.
Шлюб стає можливим після того, як між молодими людьми виникнуть стосунки. Традиції саву сприяють, щоб це відбувалося належним чином. Коли дівчина стає дорослою, батьки будують для неї хатину, яка розташована усамітнено від дому батьків, і вона вільно приймає там чоловіків. Такі візити можуть призвести до сексуальних стосунків між молодими людьми. Вагітність поза шлюбом не є табу. Шлюб, який іде вслід за статевими стосунками, ніколи не вважався огидним. З іншого боку, чоловіки, які, як було доведено, не бажають одружитися з жінкою, яку вони запліднили, вважаються такими, що не мають гідності.

## Побут
У старі часи саву ставили свої села на вершинах або на схилах пагорбів. Село мало щільну купчасту забудову й зовні було оточене кам'яними або з коралів стінами у формі еліпса або прямокутника із заокругленими кутами. Село було витягнуте в напрямку схід-захід у формі човна, тому його називають рае-кова, що означає «село-човен». Зі східного та західного боку в огорожі були ворота. Хати стояли рядами вздовж села, а по центру розташовувався майдан з церемоніальним вівтарем та кам'яними святинями. Посередині майдану зазвичай росло велике дерево. Нові села мають лінійне планування.
Хати на острові Саву поділяються на два типи: традиційні хати на палях (аму-гаву) та хати нового типу (аму-джава), що стоять на землі. Вони мають каркасно-стовпову конструкцію, прямокутні в плані, з двосхилим, трохи загостреним дахом, що має форму перевернутого човна. Хата раджи (правителя) відрізнялася великими розмірами й була зроблена з міцних добірних матеріалів.
У період польових робіт ставлять тимчасові хижі (ліга-пада) прямо в полі.
Для саву хата — це не просто будівля, вона має й духовне значення, сприймається як жива істота. Життя людини розглядається в стосунках з іншими людьми, з природним оточенням і надприродними силами. Людська гідність для саву існує в єдності між людьми та природою. Земля, пошкоджена культивацією, повинна бути відновлена шляхом проведення відповідних церемоній.
Саву проводять масштабні церемонії з нагоди початку сухого сезону та переходу від сухого сезону до сезону дощів. Спеціальні ритуали присвячені різним подіям життєвого циклу: народження, обрізання, сточування зубів, поховання тощо. Цілого ряду табу дотримуються жінки під час вагітності, певні обмеження стосуються й їхніх чоловіків. Жителі Саву розрізняють два типи смерті: «солодку», або природну, смерть і «солону» смерть, яка настає раптово, наприклад, від удару блискавки, втоплення, самогубства та з інших причин. Відповідно відрізняються й ритуали поховання.
Саву знайомі з кількома формами традиційного танцю. Зокрема цікавим є танець педоа. Танцюють кілька чоловіків і жінок під супровід пісень, які виконує один із чоловіків. Танцюристи тримають один за одного за руки й рухаються по колу, обертаючись за стрілкою годинника. До їхніх ніг прив'язані контейнери з насінням зеленої квасолі, сплетені із пальмового листя. Виконавці вигукують і підіймають ноги в такт із ритмом пісні.